# Девушка из ниоткуда
«Девушка из ниоткуда» — тайский мистический телесериал-антология триллеров, созданный студией SOUR Bangkok, с актрисой Чичой «Китти» Аматаякул в главной роли.
Первый сезон был выпущен 8 августа 2018 года на GMM 25. Второй сезон был выпущен по всему миру на Netflix 7 мая 2021 года, что принесло шоу международную известность. Он занял первое место в списке самых просматриваемых на данный момент шоу Netflix в Таиланде, Вьетнаме и на Филиппинах. Шоу получило высокую оценку критиков за использование нетрадиционного повествования и воспринимает современное общество старшеклассников.

## Сюжет
Сюжет вращается вокруг Нанно, загадочной девушки, которая переводится в разные частные школы Таиланда и разоблачает истории студентов и преподавателей о лжи, секретах и лицемерии. Нанно иногда лжет, чтобы спровоцировать других. Она раскрывается как бессмертное существо, наказывающее беззаконников за их преступления и проступки. Во 2 сезоне Нанно встречает своего соперника в лице новообращенной Юри, которая придерживается другой, более ориентированной на месть идеологии и хочет взять на себя обязанности Нанно.

## В ролях
Этот раздел ещё не написан

## Эпизоды
| 1 сезон | 1 сезон              | 1 сезон                       | 1 сезон                        |
| №       | Название             | Режиссер                      | Дата выхода в эфир в оригинале |
| ------- | -------------------- | ----------------------------- | ------------------------------ |
| 1       | "The Ugly Truth"     | Pairach Khumwan               | 8 августа 2018                 |
| 2       | "Apologies"          | Sitisiri Mongkholsiri         | 15 августа 2018                |
| 3       | "Trophy"             | Apiwat Supateerapong          | 22 августа 2018                |
| 4       | "Hi-So"              | Khomkrit Treewimol            | 29 августа 2018                |
| 5       | "Social Love"        | T-Thawat Taifayongvichit      | 5 сентября 2018                |
| 6       | "Wonderwall, Part 1" | Jatuphong Rungrueangdechaphat | 12 сентября 2018               |
| 7       | "Wonderwall, Part 2" | Jatuphong Rungrueangdechaphat | 19 сентября 2018               |
| 8       | "Lost & Found"       | Sivawut Sewatanon             | 26 сентября 2018               |
| 9       | "Trap"               | Jatuphong Rungrueangdechaphat | 3 октября 2018                 |
| 10      | "Thank You Teacher"  | Varayu Rukskul                | 10 октября 2018                |
| 11      | "The Rank"           | Chai-A-Nan Soijumpa           | 17 октября 2018                |
| 12      | "BFF, Part 1"        | Khomkrit Treewimol            | 24 октября 2018                |
| 13      | "BFF, Part 2"        | Khomkrit Treewimol            | 31 октября 2018                |

## Разработка
Сюжетные линии в эпизодах вдохновлены реальными новостными репортажами, в которых школьницы становились жертвами, но с намерением показать, как жертвы в конечном итоге становятся победителями. Например, «Минни и четыре тела» был основан на инциденте, когда студентка врезалась в университетский фургон, убив девять человек, и избежала последствий благодаря богатым связям своей семьи.
«СОТУС» также был основан на инциденте, когда старший наказывает младшего за несоблюдение правил дедовщины, что приводит к убийству.
Ведущая актриса Аматаякул использовала «Томи», японскую мангу ужасов с участием женщины, похожей на суккуба, в качестве отсылки к сериалу.
За несколько дней до прослушивания на роль Юрия Чанья Макклори только начала восстанавливаться после операции по удалению опухоли головного мозга. Ее решимость получить роль покорила съемочную группу и вдохновила ее на расширение возможностей своего персонажа.

## Выпуск
Первый сезон «Девушки из ниоткуда» вышел 8 августа 2018 года на GMM 25. Он также был выпущен на Netflix 31 октября 2018 года.
19 апреля 2021 года был выпущен трейлер второго сезона.
2-й сезон состоит из 8 серий и был выпущен 7 мая 2021 года на Netflix.

## Награды и номинации
| Церемония               | Год  | Награда              | Номинант                   | Результат | Ref    |
| ----------------------- | ---- | -------------------- | -------------------------- | --------- | ------ |
| 3rd Asia Contents Award | 2021 | Best Creative        | Girl From Nowhere Season 2 | Номинация | [ 10 ] |
| 3rd Asia Contents Award | 2021 | Best OTT Original    | Girl From Nowhere Season 2 | Номинация | [ 10 ] |
| 3rd Asia Contents Award | 2021 | Best Asian TV Series | Girl From Nowhere Season 2 | Победа    | [ 11 ] |